# Premirje 11. novembra 1918
Premirje 11. novembra 1918 je bilo premirje, ki je končalo bojevanje na kopnem, na morju in v zraku v prvi svetovni vojni med zavezniki in njihovo nasprotnico Nemčijo. Pretekla premirja so iz vojne že izločila Bolgarijo, Osmansko cesarstvo in Avstro-Ogrsko. Premirje je bilo podpisano v kraju Compiègne. Veljati je začelo ob enajstih zjutraj (po pariškem času) 11. novembra 1918 ("ob enajsti uri na enajsti dan enajstega meseca") in označuje zavezniško zmago in popoln poraz Nemčije, a ne uradne predaje.
Dejanski pogoji, ki jih je v veliki meri napisal zavezniški vrhovni poveljnik Maršal Ferdinand Foch, so vključevali prekinitev ognja, umik nemških sil za reko Ren, zavezniško zasedbo Porenja in mostišč proti vzhodu, ohranitev infrastrukture, predajo letal, bojnih ladij in vojaške opreme, osvoboditev zavezniških vojnih ujetnikov in zaprtih civilistov, ter morebitne reparacije. Osvoboditev nemških ujetnikov in sprostitev pomorske blokade Nemčije nista bili v sporazumu.
Čeprav je premirje končalo vojskovanje, je moralo biti podaljšano še trikrat do podpisa versajske pogodbe 28. junija 1919, ki je začela veljati 10. januarja 1920.

## Ozadje

### Telegrami oktobra 1918
29. septembra 1918 je nemško vrhovno vojaško povelje obvestilo cesarja Viljema II in cesarskega kanclerja, grofa Georga von Hertlinga na sedežu Cesarske vojske v mestu Spa v zasedeni Belgiji, da je vojaška situacija, v kateri se je znašla Nemčija, brezupna. General Erich Ludendorff, verjetno zaradi strahu pred prebojem, je trdil, da ne more več jamčiti, da bo bojna linija zdržala še dve uri. Zato je od zaveznikov zahteval takojšnje premirje. Poleg tega je priporočal, da se sprejmejo zahteve ameriškega predsednika Woodrowa Wilsona (Štirinajst točk), vključno z demokratizacijo cesarjeve vlade, in upal na bolj ugodne mirovne pogoje. S tem je zaščitil ugled Cesarske nemške vojske in odgovornost za kapitulacijo in njene posledice preložil na demokratične stranke in parlament. Svoje mnenje je s častniki delil 1. oktobra, ko je rekel: "Zdaj morajo leči na posteljo, ki so nam jo postlali."
3. oktobra je bil knez Maksimilijan Baden imenovan za nemškega kanclerja in zamenjal Georga von Hertlinga z namenom, da bi izpogajal premirje. Po dolgih pogovorih s cesarjem in vrednotenjem političnega in vojaškega stanja v Rajhu, je 5. oktobra 1918 nemška vlada poslala sporočilo predsedniku Wilsonu, da se hoče pogajati o pogojih na podlagi njegovega zadnjega govora in Štirinajstih točkah. Po dodatnih pogovorih ni bilo jasno, da Wilson "cesarjevo abdikacijo postavlja kot pogoj za mir". Wilson je za predpogoj pogajanj postavil umik nemških sil z vseh zasedenih ozemelj, ustavitev podmorniških dejavnosti in cesarjevo abdikacijo. 23. oktobra je zapisal: "Če se mora vlada Združenih držav ukvarjati z vojaškimi gospodarji in monarhističnimi samodržci Nemčije, ali če se bo morala z njimi ukvarjati kasneje glede mednarodnih obveznosti, naj Nemčija ne zahteva pogajanj, ampak predajo."
Konec oktobra se je Ludendorff nenadoma premislil in razglasil, da so zahteve zaveznikov nesprejemljive. Zahteval je nadaljevanje vojne, za katero je še mesec prej dejal, da je ne more zmagati. A nemški vojaki so zahtevali vrnitev domov in nemogoče bi jih bilo znova pripraviti v vojskovanje, ob tem pa je zraslo tudi število dezerterjev. Nemška vlada je vztrajala pri miru in  Ludendorffa zamenjala z Wilhelmom Groenerjem. 5. novembra so zavezniki sprejeli zahtevo po pogajanjih in dodali zahtevo po reparacijah.
Wilson je zadnje sporočilo v Berlin poslal 6. novembra. Istega dne v Francijo odpotovala nemška delegacija, ki jo je vodil Matthias Erzberger.
Veliko večja ovira, ki je prispevala k pettedenski zamudi pri podpisovanju premirja in družbenem poslabšanju v Evropi, so bili Francozi, Britanci in Italijani, ki niso hoteli sprejeti Wilsonovih "Štirinajstih točk" in njegovih nadaljnjih obljubah. Predpostavljali so, na primer, da demilitarizacija velja le za Centralne sile.

### Revolucija v Nemčiji
Upor mornarjev, ki se je zgodil na noči med 29. in 30. oktobrom 1918 v pristanišču Wilhelmshaven, se je razširil po vsej državi in 9. novembra pripeljal do razglasitve republike in abdikacije cesarja Viljema II.

## Pogajalski postopek
Premirje je bilo posledica prenagljenega in obupanega postopka. Nemška delegacija je v Francijo prišla s petimi vagoni in se v spremstvu deset ur peljala skozi opustošeno Severno Francijo. Na cilj so prispeli 8. novembra. Delegacijo so odpeljali na skrivno lokacijo, kjer je na stranskem tiru stal zasebni vlak maršala Ferdinanda Focha v gozdu Compiègne.
Foch se je v treh dneh pogajanj pojavil je dvakrat. Na prvi dan je Nemce vprašal, kaj želijo, na zadnji dan pa je prišel preverit podpise. Nemška delegacija je prejela seznam zavezniških zahtev in dobila 72 ur, da jih sprejme. O pogojih se Nemci niso mogli pogovarjati s Fochom, ampak z drugimi francoskimi in zavezniškimi častniki. Premirje je pripeljalo do popolne nemške demilitarizacije, z nekaj zavezniškimi obljubami v zameno. Pomorska blokada Nemčije ni bila povsem ustavljena, dokler niso bili sprejeti vsi mirovniški pogoji.
Premirje je bilo sprejeto 11. novembra ob petih zjutraj, v veljavo pa je prišlo ob enajstih dopoldne po pariškem času. Podpisano je bilo med 5:12 in 5:20 zjutraj.

### Zadnje žrtve
Zavezniško topništvo je tudi v postopku sprejemanja premirja intenzivno udrihalo po nemških položajih, da bi porabili čim več orožja in s tem zmanjšali breme, ki bi ga morali odpeljati nazaj domov. Poskrbeti so tudi hoteli za čim boljši položaj, če bi se vojskovanje znova pričelo. Na zadnji dan vojne je tako bilo 10.944 žrtev, od tega je bilo 2.738 ubitih.
Uradna zadnja žrtev prve svetovne vojne je ameriški vojak Henry Gunther, ki je bil ubit minuto pred koncem vojne. Napadel je presenečene nemške vojake, ki so čakali na uveljavitev premirja, ti pa so ga ustrelili. Gunther naj bi bil razočaran nad degradacijo čina in se je hotel izkazati.

## Ključne osebe
V zavezniški ekipi so bili vsi vojaški čini. Podpisnika sta bila:
- Maršal Ferdinand Foch, zavezniški vrhovni poveljnik
- Admiral Rosslyn Wemyss, britanski predstavnik

Nemški podpisniki so bili štirje:
- Matthias Erzberger, politik
- Grof Alfred von Oberndorff, zunanje ministrstvo
- Major general Detlof von Winterfeldt, vojska
- Kapitan Ernst Vanselow, mornarica

## Vagon premirja
Premirje je bilo podpisano v vagonu Fochovega zasebnega vlaka, CIWL #2419. Kasneje je bil vagon nekaj časa v redni rabi, nato pa so ga dodali vlaku francoskega predsednika.
Med aprilom 1921 in aprilom 1927 je bil vagon na ogledu v Cour des Invalides v Parizu.
Novembra 1927 so vagon slavnostno vrnili v gozd na isti kraj, kjer je bilo podpisano premirje. Maršal Foch in general Weygand sta z mnogimi drugimi veljaki bila priča postavljanju posebne stavbe, v katero so spravili vagon.
Vagon je na tem mestu ostal kot spomenik nemškega poraza do 22. junija 1940, ko so na kraj prišli Adolf Hitler, Hermann Göring, Wilhelm Keitel in Joachim von Ribbentrop in v njem izvedli podpis francoske kapitulacije. Med okupacijo Francije so slavnostno stavbo porušili, vagon pa odpeljali v Berlin, kjer je bil na ogled v parku Lustgarten.
Ko so leta 1945 v Nemčijo prišli zavezniki, so Nemci vagon umaknili v Ohrdruf in ko so zavezniške sile vkorakale še v to mesto, je odred SS vagon zažgal.
Na obletnico podpisa sporazuma leta 1950 je Francija v gozd Compiègne pripeljala popolno repliko vagona.

## Podaljšanje
Premirje je bilo podaljšano trikrat, preden so ga lahko dokončno potrdili. V tem času so ga tudi posodobili.
- Prvo premirje (11. november 1918 – 13. december 1918)
- Prvo podaljšanje premirja (13. december 1918 – 16. januar 1919)
- Drugo podaljšanje premirja (16. januar 1919 – 16. februar 1919)
- Tretje podaljšanje premirja (16. februar 1919 – 10. januar 1920)

Mir je bil potrjen 10. januarja 1920 ob 4:15 popoldne.

## Posledice
Britansko javnost je o podpisu premirja obvestil britanski premier David Lloyd George ob 10:20 dopoldne. Ameriška javnost je novico dobila ob pol treh popoldne.
Podpis premirja je bil uradno razglašen ob devetih zjutraj v Parizu. Ob 10:50 je Ferdinand Foch zavezniškim silam ukazal, naj po enajsti uri ne prečkajo dosežene bojne linije. Pet minut kasneje so francoski premier Georges Clemenceau, Foch in britanski admiral odšli v Elizejsko palačo. Po prvem strelu z Eifflovega stolpa so razgrnili zastave, po Parizu pa so zadoneli cerkveni zvonovi. Ob enajstih so izstrelili še prvi strel miru, ki naj bi prebivalcem Pariza oznanil konec vojne.
Čeprav je večina vojakov na fronti za prihajajoče premirje izvedelo že nekaj ur pred tem, so se boji nadaljevali vse do zadnje minute. Odziv vojakov je bil predvsem popolna tišina. Britanski vojak je kasneje zapisal, da so nemški vojaki prišli iz jarkov, se priklonili Britancem, in odšli po svoje. Tudi med zavezniškimi vojaki ni bilo pretiranega slavja, ampak vsesplošna tišina, praznina in izmučenost po 52 mesecih vojne.
Mir med zavezniki in Nemčijo je bil dokončno potrjen s pariško mirovno konferenco in versajsko mirovno pogodbo, leta 1919.

### Legenda o nožu v hrbet
Legenda o nožu v hrbet (nemško Dolchstoßlegende) je bilo stališče desničarskih krogov v Nemčiji, da nemška vojska ni izgubila prve svetovne vojne na bojišču, temveč so jo izdali domači civilisti, zlasti republikanci, ki so v t. i. novembrski revoluciji strmoglavili monarhijo. Zagovorniki so javno obtoževali podpisnike, da so »novembrski kriminalci« (Novemberverbrecher). Ko je prišla na oblast Nacionalsocialistična nemška delavska stranka, je to postala uradna interpretacija dogodkov ob koncu vojne, kljub temu, da ni imela opore v zgodovinskih dejstvih.